# La valle delle bambole (film 1967)
La valle delle bambole (Valley of the Dolls) è un film del 1967 diretto da Mark Robson, tratto dall'omonimo romanzo bestseller di Jacqueline Susann.

## Trama
La storia racconta delle avventure di tre ragazze, Anne, Jennifer e Neely, giunte a New York. Tutte e tre riescono a far fortuna: Neely recita nei "musical" di Broadway, Anne lavora nel settore della pubblicità e Jennifer riesce a sposare un attore-cantante famoso. Ma il successo e la ricchezza sono dannosi per loro e, mentre Neely si ubriaca e si droga, Jennifer, malata di un male incurabile, finisce con il suicidarsi. Anne comprende che quell'ambiente non fa per lei e decide di ritornare al paesino da dove era partita.

## Produzione

### Cast e personaggi
Nel ruolo di Helen Lawson, diva al tramonto, Susan Hayward sostituì Judy Garland che ufficialmente aveva lasciato il set per motivi di salute ma che in realtà era stata licenziata dalla produzione.

## Critica
Nel 1978 il film è stato inserito nella lista dei 50 peggiori film di sempre nel libro The Fifty Worst Films of All Time. In epoca recente invece la pellicola ha acquisito lo status di film di culto per via dello stile "camp" che caratterizza l'intera opera.

## Errori
Per un clamoroso errore del doppiaggio italiano quando Neely riceve il celeberrimo Grammy Award (letteralmente grammy = grammofono) l'attore che glielo consegna le dice di aver vinto "il premio nonnina" (granny = nonna).

## Riconoscimenti
- 1968 - Premio Oscar
  - Candidatura per la miglior colonna sonora adattata a John Williams
- 1968 - Golden Globe
  - Candidatura per la migliore attrice debuttante a Sharon Tate